# Loreto (departement)

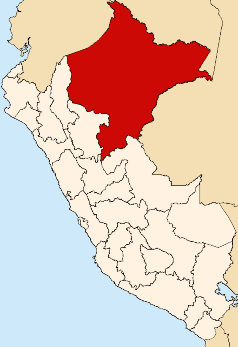
Loretos läge i Peru

Loreto är det nordligaste av Perus 24 departement. Loreto täcker nästan en tredjedel av Perus territorium och är landets största departement men också ett av de minst befolkade, på grund av dess avlägsna placering i Amazonas regnskog. Huvudstad är Iquitos. Loreto är det enda departement i Peru som gränsar till Brasilien, Colombia och Ecuador.

## Historia
De första bosättarna i regionen var uppdelade i små grupper (stammar) som rörde sig genom de olika östra sluttningarna på Anderna. Många av dessa stammar bosatte sig i dalgångarna för floderna Purús, Turúa and Yaraví, varvid de fick namn som skilde sig från sitt ursprung. Många var bara familjeklaner som benämndes efter sina  ledare. Under kolonialtiden upptäcktes cirka 800 sådana grupper.
Det är svårt att beräkna antalet infödingar i regionen när de första europeiska upptäckarna och missionärerna kom. Siffror som getts av krönikörerna indikerar att under det första århundradet av kontakt döptes 100 000 infödingar. Man kan anta att befolkningen, när spanjorerna anlände, uppgick till åtminstone 300 000. Men, senare påverkades de infödda av sjukdomar på grund av kontakt med spanjorerna. Exempel på dessa sjukdomar är smittkoppor, difteri, malaria, gula febern, and kikhosta. 
Den 12 februari, 1542, och efter ett sökande under flera månader, upptäckte den spanske conquistadoren Francisco de Orellana Amazonfloden, ett äventyr som hade börjat i Anderna. 
Även om kolonisationen hade börjat flera årtionden tidigare, grundades staden Iquitos först under 1750-talet. Staden är placerad mellan Nanay River och vänstra stranden till Amazonasfloden, vilket gör den till en ideell startpunkt när man skall resa till omgivande regioner. 
Under kolonialtiden verkade Jesuiter och Franciskanermunkar och evangeliserade och grundade olika städer. Under dessa år bidrog de till att öppna reserutter och skära ned avstånden mellan stammar och byar. 
När missionerandet avtog minskade intresset för regionen och den föll mer eller mindre i "glömska". Denna period av ointresse sträckte över större delen av 1800-talet. Trots detta, var detta den tid då de framtida politiska organisationerna bildades, det var också början på ångbåtstrafiken, gummiindustrins glansdagar, och en tid av immigration. 
Iquitos gyllene år började i slutet av 1800-talet med gummi-boomen. Eftersom regionen var väldigt rik på detta och priset steg, så blev Iquitos centrum för intresset och ambitionerna i världen. Perioden varade i 25 år under vilka stora förändringar ägde rum i regionen.

## Geografi
Loretos stora territorium består av regnskog i höglandet (Selva alta) och regnskog (Selva baja) och hela dess yta är täckt av tjock vegetation. 
Området har breda flodbankar, som är täckta av regnvatten och på sommaren vanligen sumpiga. I dessa flodområden finns det upphöjda sektorer som kallas restingas, och som alltid håller sig över vattnet, även i tider med högt vattenstånd. Det finns otaliga laguner, kända som cochas och tipishcas, omgivna av våtmarker med en frodig grön vegetation.

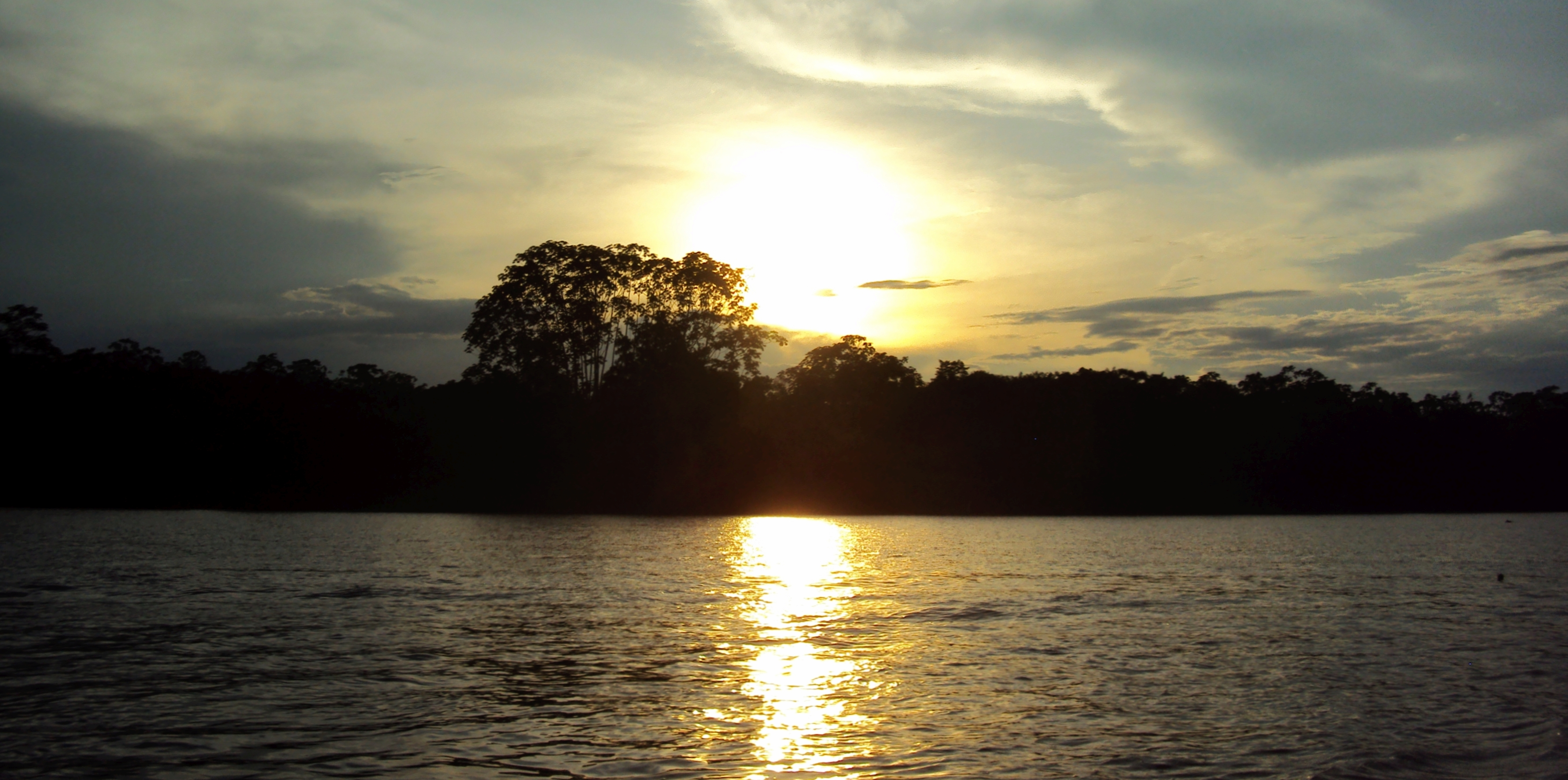
Amazonfloden i Loreto.

Många floder rinner genom Loretos område, som hela är en del av Amazonas hydrografiska system. De flesta av dem är farbara. Den viktigaste floden som rinner genom området är Amazonfloden, en av världens viktigaste floder. Dess otaliga kurvor ändrar sig alltid och försvårar ibland möjligheterna att resa. Flodens bredd mäter ibland det häpnadsväckande måttet 4 km. Yavarifloden rinner från Peru till Brasilien, Putumayofloden utgör delvis gräns mot Colombia, och Ucayali och Marañónfloden rinner genom Loreto efter att ha passerat Pongo de Manseriche.

## Klimat
Vädret är varmt och fuktigt med en genomsnittlig temperatur på 17 ºC till 20 ºC under månaderna juni och juli, och upp till 36 ºC från december till och med mars.
Den genomsnittliga luftfuktigheten är 84%, med kraftiga regn under hela året.

## Gränser
- Nordväst: Ecuadors provinser Sucumbíos, Orellana, Pastaza och Morona-Santiago
- Norr: Colombias departement Putumayo
- Nordöst: Colombias departement Amazonas
- Öster: Brasiliens delstater Amazonas och Acre
- Söder: Departementen Ucayali och Huánuco
- Väst: San Martín och Amazonas

## Administrativ indelning
Regionen är indelad i sju provinser, som består av 53 distrikt. Provinserna, med sina huvudorter inom parentes, är:
1. Maynas (Iquitos)
2. Alto Amazonas (Yurimaguas)
3. Datem del Marañón (San Lorenzo)
4. Loreto (Nauta)
5. Mariscal Ramón Castilla (Caballococha)
6. Putumayo (San Antonio del Estrecho)
7. Requena (Requena)
8. Ucayali (Contamana)